# Луцков, Евгений Иванович
Евгений Иванович Луцков — инженер-механик, лауреат Ленинской премии (1972).
Родился в 1920 г. Член КПСС с 1950 г.
В 1939—1941 гг. служил в РККА. В 1941—1943 гг. работал на заводе.
Окончил Московский станкоинструментальный институт (1948) и его аспирантуру (1951).
Работал там же: ассистент, старший преподаватель, с 1968 г. доцент кафедры «Технология машиностроения».
Кандидат технических наук (1968). Диссертация:
- Повышение производительности шлицешлифования на станках с автоматическим рабочим циклом : диссертация … кандидата технических наук : 05.00.00. — Москва, 1967. — 200 с. : ил.

Ленинская премия 1972 года — за исследование новых путей повышения точности и производительности обработки на станках с использованием адаптивных систем управления.
Награждён орденом «Знак Почёта» (1981).
Сочинения:
- Цепи размерные. Основные понятия, методы расчета линейных и угловых цепей: Методические указания РД 50-635-87 / И.М. Колесов, Е.И. Луцков, АИ. Кубарев и др. М.: Изд-во стандартов, 1987. 42 с.
- Технология машиностроения (специальная часть): Учебник для машиностроительных специальностей вузов /А.А. Гусев, Е.Р. Ковальчук, Е.И. Луцков, А.И. Кубарев и др. М.: Машиностроение, - 1986. - 480 с.

Сын  - Луцков Вадим Евгеньевич, кандидат технических наук (1984).